# Aiguranda
Eiguranda (en francès Eygurande) és un municipi francès situat al departament de la Corresa i a la regió de la Nova Aquitània.

## Demografia
| 1962                                       | 1968 | 1975 | 1982 | 1990 | 1999 | 2007 |
| ------------------------------------------ | ---- | ---- | ---- | ---- | ---- | ---- |
| 800                                        | 805  | 791  | 827  | 794  | 779  | 710  |
| Des de 1962: població sense dobles comptes |      |      |      |      |      |      |

## Administració
| Període   | Identitat      | Partit        |
| --------- | -------------- | ------------- |
| 2001-2008 | René Bertrand  | Divers droite |
| 2008-     | Daniel Estival | Divers droite |